# Estación Científica Charles Darwin

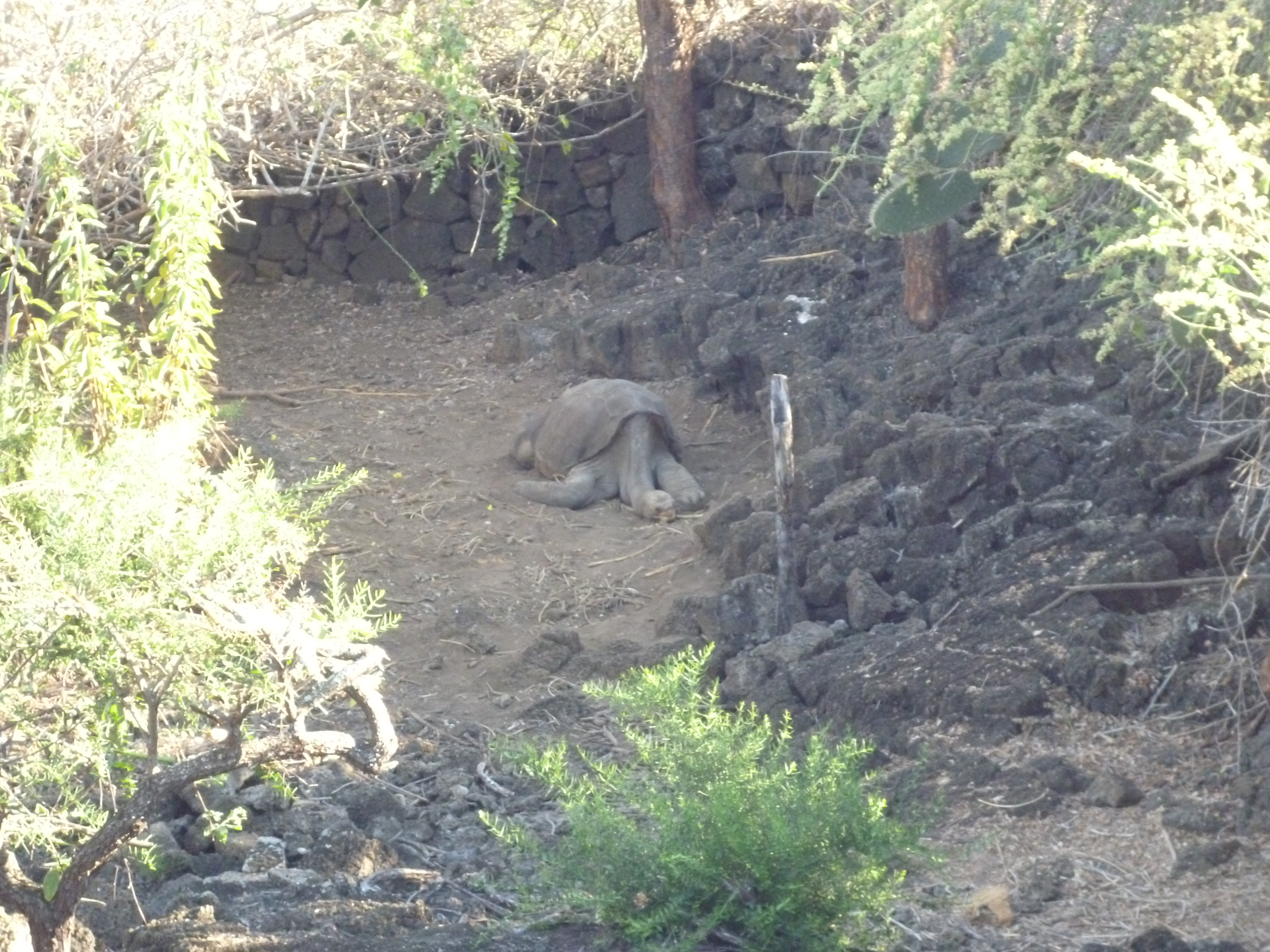
Chelonoidis nigra abingdoni Foto de Solitario George tomada en diciembre de 2011. Los científicos estiman que alcanzó los 100 años de edad hasta morir el 24 de junio de 2012.

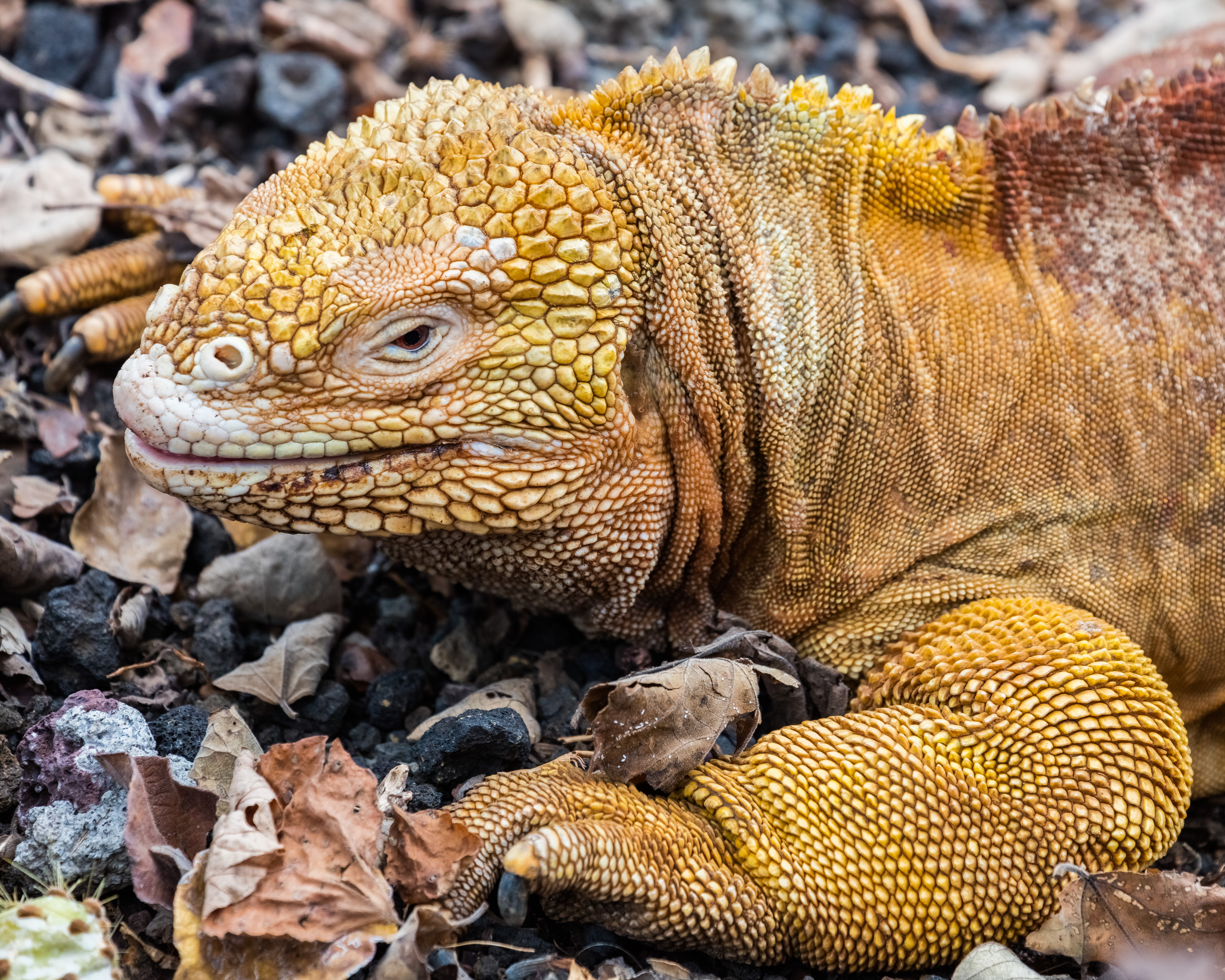
Ejemplar de iguana terrestre (Conolophus subcristatus) en la estación científica.

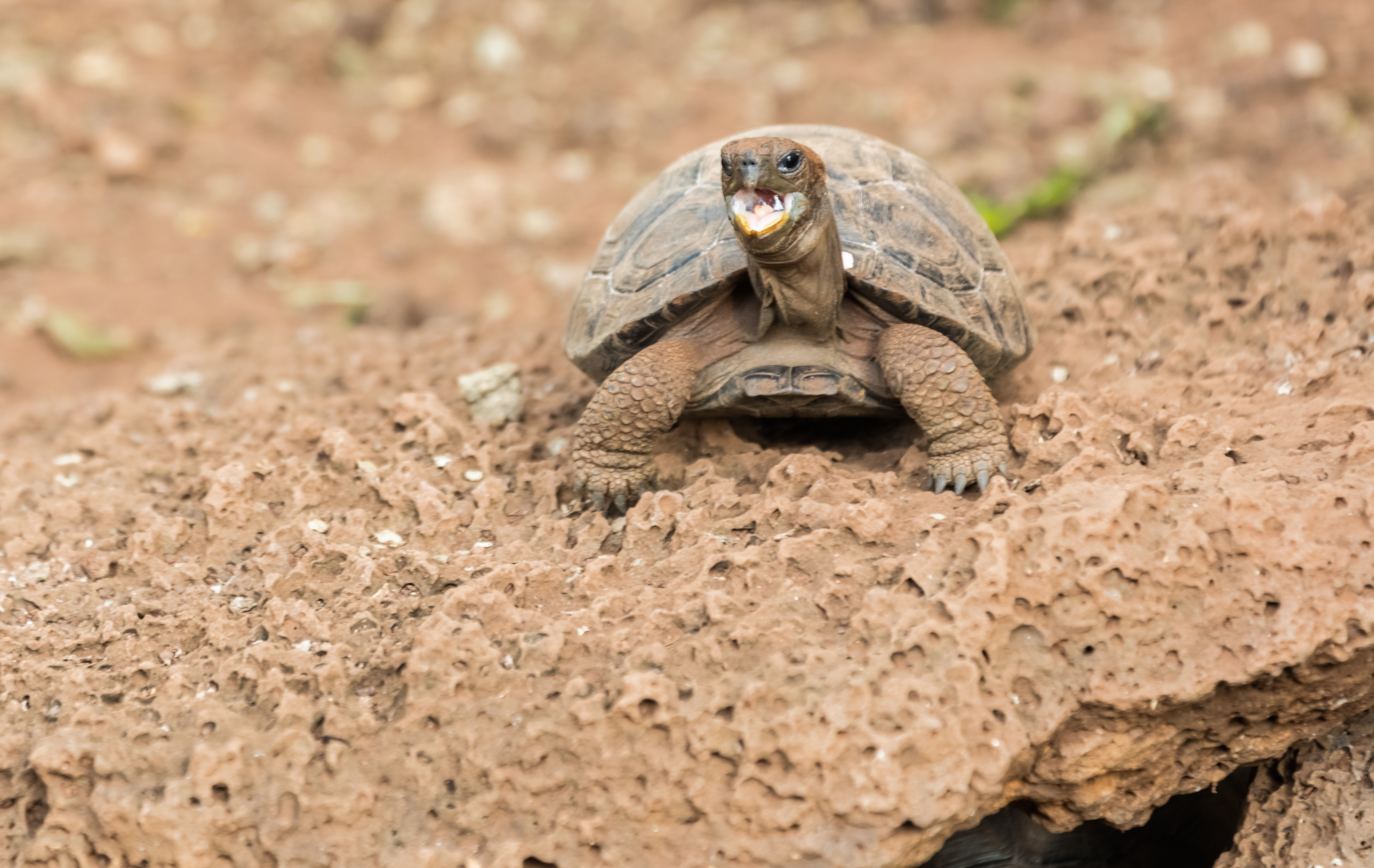
Ejemplar joven de una tortuga gigante de San Cristóbal (Chelonoidis chathamensis) en la estación científica.

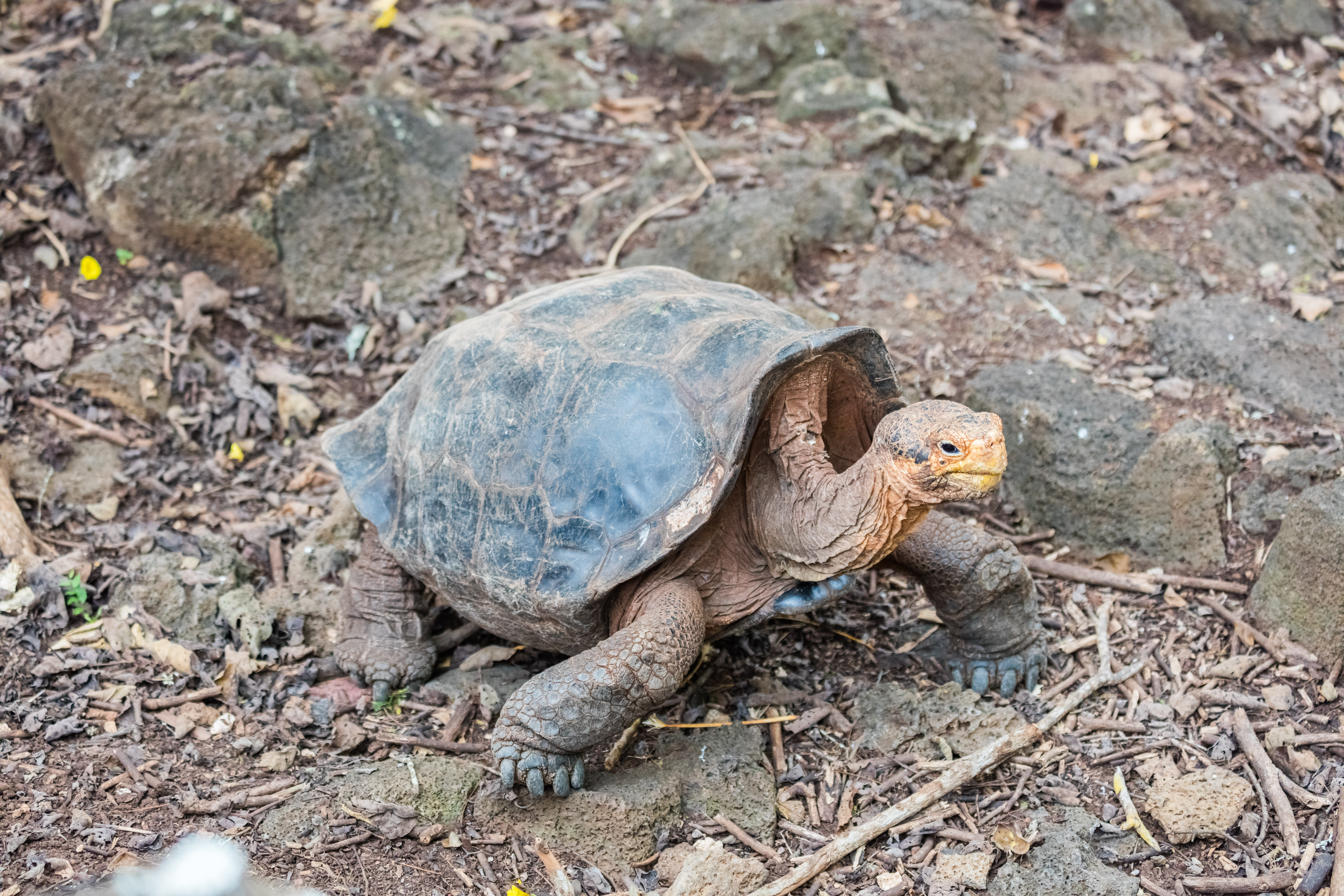
Ejemplar adulto de tortuga gigante de San Cristóbal (Chelonoidis chathamensis)

La Estación Científica Charles Darwin (ECCD) es una estación de investigación biológica operada por la Fundación Charles Darwin. Se encuentra ubicada en Puerto Ayora en la isla Santa Cruz, en las Islas Galápagos, con oficinas satélites en las islas de Isabela y San Cristóbal.  Puerto Ayora es una ciudad en el centro de las islas Galápagos, Ecuador. 

## Antecedentes
En Puerto Ayora, Isla Santa Cruz y Ecuador científicos extranjeros trabajan constantemente en la investigación y proyectos para la conservación de los ecosistemas marinos de Galápagos. La Estación Científica Charles Darwin, creada en 1964, cuenta con un Centro de Interpretación de Historia Natural y también lleva a cabo proyectos educativos en apoyo de la conservación de las Islas Galápagos.

## Trabajo y Objetivos
Los objetivos de la CDRS es llevar a cabo la investigación científica y educación ambiental para la conservación. La estación cuenta con un equipo de más de un centenar de científicos, educadores, voluntarios, estudiantes de investigación y personal de apoyo de todo el mundo.
La investigación científica y el monitoreo de proyectos se llevan a cabo en la ECCD en colaboración y coordinación con su socio principal, el Parque nacional Galápagos (PNG), que funciona como la autoridad gubernamental principal responsable de la conservación y los recursos naturales en las Islas Galápagos.
El trabajo de los CDR tiene como objetivos principales:
- Para promover, facilitar, diseñar e implementar la investigación científica necesaria para la comprensión de los principios biológicos, una mejor comprensión de los ecosistemas y la gestión adecuada de los recursos naturales de las islas bosques y todo tipo de abitas.
- Asesorar a las autoridades ecuatorianas sobre el tema de la conservación y gestión de los recursos naturales en las Islas Galápagos.
- Colaborar con las instituciones del Ecuador sobre la aplicación de los programas implicados en la investigación científica y la educación en las islas.
- Para contribuir al desarrollo de personal científico y técnico de Ecuador que están especializados en ciencias naturales y la gestión de los recursos naturales.
- Para contribuir y colaborar en programas educativos relacionados con la conservación de las islas.
- Para compilar los resultados de las investigaciones científicas y otras actividades de la organización y para difundir esta información a nivel regional, nacional e internacional.

En 2002, la estación fue galardonada con el Premio Internacional Cosmos.